# Yannis Pouspourikas
Yannis Pouspourikas, né en 1971 à Marseille), est un chef d'orchestre français.

## Biographie
Chef d'orchestre né à Marseille en 1971. Très vite, il part étudier au Conservatoire supérieur de Genève, puis à l’Opéra de Zurich, où il obtient un premier prix de direction d’orchestre à l’unanimité du jury.
Il est rapidement engagé comme chef assistant à l’orchestre de l'Opéra national de Paris, puis par Sir Simon Rattle au festival de Glyndebourne.
En 1999, il fait ses débuts à Genève dans La Chauve-Souris. De 2000 à 2004, il occupe les fonctions de chef d’orchestre assistant et de deuxième chef de chœur à l’Opéra national de Paris. Il collabore alors régulièrement avec le festival de Glyndebourne, le festival d’Orange, le Teatro Real à Madrid, le Grand Théâtre à Genève et le théâtre de La Monnaie à Bruxelles. 
À l'aise dans l’univers lyrique, Yannis Pouspourikas soigne tout autant le répertoire symphonique. Il se produit notamment à la tête de l’Orchestre de la Suisse romande, l’Orchestre de Monte-Carlo, l'Orchestre de la Radio suisse italienne (Le Sacre du printemps, La Mer...), l’Orchestre philharmonique de Strasbourg, l’Orchestre national de Lorraine, l’Orchestre de Picardie, l’Orchestre de la Radio de Dublin, l’Orchestre de chambre de Genève ou l’Orchestre symphonique de Madrid (Teatro Real). Des solistes tels que Khatia Buniatishvili, Anne Gastinel, Laurent Korcia ou  Xavier Phillips ont récemment joué sous sa baguette.
En 2004, il est nommé chef d’orchestre en résidence à l’Orchestre national de Lyon, et dès 2005 il occupe de plus la charge de chef d’orchestre associé à l’Orchestre Symphonique de Mulhouse pendant quatre saisons.
Yannis Pouspourikas est nommé en septembre 2008 Huisdirigent à l’Opéra des Flandres. Il y dirige un répertoire très varié, allant de Peter Grimes à Samson et Dalila en passant par Candide, Hérodiade, Mahagonny, Zauberflöte ou Carmen.
En septembre 2010, après avoir remplacé Jesus Lopez-Cobos pour Les Contes d’Hoffmann à l’Opéra national de Paris, Yannis Pouspourikas y dirige Le Loup d’Henri Dutilleux, en présence du compositeur. Depuis, il y dirige régulièrement comme chef invité.
Invité régulièrement en Allemagne, il y dirige par exemple la première symphonie de Mahler, la huitième symphonie de Bruckner ainsi que la rare Faust-Symphonie de F. Liszt (Braunschweig), Le Sacre du printemps, La Cinquième Symphonie de Tchaïkovsky à la tête du Südwestdeutsche Philharmonie Konstanz, L'Oiseau de feu à Wuppertal, Werther au National Theater Mannheim....
Plus récemment, il a occupé la position de Premier Kappelmeister au Aalto Theater Essener Philharmoniker, et occupe depuis 2020 le poste de chef en résidence au Theater Erfurt: il y dirige des titres tels que Tchaikovsky Jeanne d'Arc, Nabucco, Damnation de Faust ou Le Sacre du Printemps. En parallèle depuis août 2022 le poste de chef permanent au Theater Orchester Biel Solothurn. il y dirige Tchaikovsky Mazeppa, Bartok Le château de Barbe-bleue, et y fait lors de son premier concert comme chef titulaire la création mondiale du Concerto Noir, deuxième concerto pour violon de Christian Jost (soliste: Viviane Hagner).
Comme invité, Yannis Pouspourikas apparait régulièrement à L'opéra national de Paris (Stravinsky symphonie en trois mouvements lors de la saison 2021-2022), l'Opéra de Zürich (Casse-Noisettes), au Grand-Théâtre de Genève comme à L'opéra de Budapest (Fountain of Bakhchissaraï).
Un premier CD Harsanyi/Saint-Saëns avec l’Orchestre de la Suisse romande est publié chez Lyrinx.
Son premier CD comme directeur musical de l'Orchestre de Bienne Soleure sortira en décembre 2022.